# Петровка (Белгород-Днестровский район)
Петровка (укр. Петрівка) — село, относится к Белгород-Днестровскому району Одесской области Украины.
Население составляет 1031 человек. Почтовый индекс — 67732. Телефонный код — 4849. Занимает площадь 4,77 км².

## Местный совет
67732, Одесская обл., Белгород-Днестровский р-н, с. Петровка, ул. Калинина, 50а